# Međunarodni filmski festival u Odesi
Međunarodni filmski festival u Odesi (ukr. Оде́ський міжнаро́дний кінофестива́ль, eng. Odesa International Film Festival) je godišnji festival koji se od 2010. godine svakog srpnja organizira u ukrajinskom gradu Odesi. Od 2016. godine festival je podijeljen u tri nagradne kategorije; međunarodnu, domaću i europsku dokumentarnu kategoriju. Nacionalna kategorija dodatno je podijeljena na dugometražne i kratkometražne filmove. Od svoga nastanka festival je izrastao u jedan od najznačajnijih filmskih festivala u istočnoj Europi.

## Galerija fotografija
- Dalibor Matanić na festivalu 2015. godine
- Emir Kusturica na otrvaranju festiala 2013. godine
- Crveni tepih 2016.
- Masterclass (2010.)

## Povijest
Prvo izdanje Međunarodnog filmskog festivala u Odesi održano je između 16. i 24. srpnja 2010. U natjecateljskom je dijelu programa sudjelovalo 16 filmova koji su odabrani među njih 50. Kazalište Rodina odabrano je kao glavna dvorana i sjedište festivala. Ceremonija otvaranja festivala organizirana je u Baletnom kazalištu u Odesi, jednoj od najreprezentativnijih zgrada u gradu. Prvo izdanje festivala posjetilo je 40 000 posjetitelja. Natjecateljski dio programa festivala od početaka festivala ocjenjuje međunarodni sturčni žiri.

## Pobjednički filmovi
Naslovi pobjedničkih filmova festivala (na engleskom jeziku)
2010 - Grand Prix za najbolji film - "Minors under 16...", (Andrej Kavun  Rusija).
2011 - Grand Prix za najbolji film - "Tomboy" (Céline Sciamma,  Francuska).
2012 - Grand Prix za najbolji film - "Broken" (Rufus Norris,  Ujedinjeno Kraljevstvo).
2013 - Grand Prix za najbolji film - "The Geographer Drank His Globe Away" (Alexander Veledinsky,  Rusija).
2014 - Grand Prix za najbolji film - "Zero Motivation" (Talya Lavie,  Izrael).
2015 - Grand Prix za najbolji film - "Mustang" (Deniz Gamze Ergüven,  Francuska,  Turska,  Njemačka,  Katar).
2016 - Grand Prix za najbolji film - "Burn Burn Burn" (Chanya Button,  Ujedinjeno Kraljevstvo).
2017 - Grand Prix za najbolji film - "King of the Belgians" (Peter Brosens, Jessica Woodworth,  Belgija,  Nizozemska,  Bugarska).
2018 - Grand Prix za najbolji film - "Crystal Swan" (Darya Zhuk,  Bjelorusija)
2019 - Grand Prix za najbolji film - "Homeward" (Nariman Aliev,  Ukrajina), "And Then We Danced" (Levan Akin,  Gruzija) (tie)

## Vanjske poveznice
- Službena stranica festivala